# Jean Albouy
Pour les articles homonymes, voir Albouy.
Jean Albouy, né le 19 février 1943 à Toulouse et mort le 23 octobre 2024 à Jonzac, est un homme politique français. Membre du Parti socialiste, il fut député de la première circonscription de l'Essonne et adjoint au maire de Corbeil-Essonnes. Marié à Josette Campedel. De leur union sont nés deux enfants , Jérôme et Christophe.

## Biographie

### Origines et vie familiale
Jean Albouy est né le 19 février 1943 à Toulouse, il se marie en 1965 et est père de deux enfants. Aujourd'hui à la retraite, il se retire à Venerque dans le département de la Haute-Garonne qui est le village d'origine de son épouse.
Jean Albouy effectue son service militaire en 1962. Il devient dessinateur industriel et fait carrière à France Télécom. Après son mandat de député, il devient assistant parlementaire.

### Carrière politique
Jean Albouy entame sa carrière politique en étant élu adjoint au maire de Roger Combrisson à Corbeil-Essonnes en 1977. En 1981 il est élu suppléant de Michel Berson dans l'ancienne première circonscription de l'Essonne. En 1983 il retrouve son siège à la mairie de Corbeil-Essonnes, en 1986 il est une nouvelle fois suppléant de Michel Berson élu sur une unique circonscription départementale au scrutin proportionnel plurinominal. En 1988 il est à nouveau suppléant du député Jacques Guyard dans la nouvelle première circonscription et entre au Palais Bourbon à la suite de la nomination de Jacques Guyard au poste de Secrétaire d'État à l'Enseignement technique après avoir abandonné son poste à la mairie en 1989. En 2001 il mène une liste de rassemblement du Parti socialiste et du Parti radical de gauche pour les élections municipales à Corbeil-Essonnes et est élu conseiller municipal d'opposition. En 2004 il se présente pour le siège de conseiller général dans le canton de Corbeil-Essonnes-Est mais n'obtient que 2,4 % des voix.

## Pour approfondir